# Гран-при Пино Черами 2024
55-й выпуск  Гран-при Пино Черами — шоссейной однодневной велогонки по дорогам бельгийской провинции Эно. Гонка прошла 28 сентября 2024 года в рамках Европейского тура UCI 2024. Победу одержал бельгийский велогонщик Сент Сентьенс.

## Участники
| UCI ProTeams (2)- TDT-Unibet - Corratec-Vini Fantini UCI Continental Teams (13)- Wanty-Re Uz-Technord - Uno-X Mobility Development Team - Alpecin-Deceuninck Development Team - Israel Premier Tech Academy - Bingoal WB Devo Team - Philippe Wagner-Bazin - Volkerwessels Cycling Team - Metec-Solarwatt p/b Mantel - Team Felt Felbermayr - Lillehammer CK Continental Team - Diftar Continental Cycling Team - Novapor Speedbike - Tarteletto-Isorex Любительские, клубные или региональные команды (9)- Foran CCC - Entente cycliste de Wallonie - SCO Dijon - Mini Discar Cycling Team - Urbano-Vulsteke Cycling Team - Team Snooze-VSD - Spirit TBW Stuart Hall Cycling - LRG-Cycling Team - ESEG Douai-Origine Cycles |
| |

## Маршрут
Трасса длиной 159,2 километра не слишком изменилась по сравнению с прошлым годом. Старт состоялся в Монсе и через 65 километров гонщики прибыли во Фрамери, где в его окрестностях было пройдено 4 круга, включая грунтовый участок длиной около 800 метров.

## Ход гонки
Чемпион Бельгии среди юношей Сенте Сентьенс был самым быстрым в массовом спринте.
Второе место в гонке занял Том Ван Асбрук. Датчанин Андреас Стокбро был третьим, что является достойным результатом для 27-летнего датчанина, который только что проехал Тур Люксембурга.

## Результаты
| \| Генеральная классификация \| Генеральная классификация \| Генеральная классификация \| Генеральная классификация \| Генеральная классификация \| \| Гонщик \| Гонщик \| Команда \| Время \| \| \| ------------------------- \| ------------------------- \| ----------------------------------- \| ------------------------- \| ------------------------- \| \| 1-й \| Сент Сентьенс \| Alpecin-Deceuninck Development Team \| 3ч 24' 58 \| \| \| 2-й \| Том Ван Асбрук \| Israel-Premier Tech \| + 0 \| \| \| 3-й \| Андреас Стокбро \| TDT-Unibet \| + 0 \| \| |                 |                                     |           |
| |                 |                                     |           |
| Источник: ProCyclingStats |                 |                                     |           |
| Генеральная классификация |                 |                                     |           |
| Гонщик | Гонщик          | Команда                             | Время     |
| 1-й | Сент Сентьенс   | Alpecin-Deceuninck Development Team | 3ч 24' 58 |
| 2-й | Том Ван Асбрук  | Israel-Premier Tech                 | + 0       |
| 3-й | Андреас Стокбро | TDT-Unibet                          | + 0       |